# Schams (Verein)
Schams e.V. (von arabisch شمس  „Sonne“) ist ein eingetragener gemeinnütziger Verein zur Förderung und Unterstützung von syrischen Kindern und Jugendlichen. Er wurde 2012 auf Initiative des syrisch-deutschen Schriftstellers Rafik Schami und des Tübinger Verlegers Hans Schiler gegründet.
Zu den  Gründern gehören: Seddik Bibouche, Gerd Grimm, Julia Klönne-Bibouche, Elena Kounadis, Root Leeb, Tim Mücke, Patricia Ober, Rafik Schami und Hans Schiler u. a. Der Verein (mit Sitz in Tübingen) unterstützt Einrichtungen im Libanon, der Türkei und Syrien, die Kinder und junge Erwachsene syrischer Abstammung, unabhängig von ihrer Konfessionszugehörigkeit und ethnischen Herkunft, betreuen.
Das Engagement des Vereins ist ehrenamtlich; die von Schams e.V. gesammelten Spenden und Gelder aus Benefizveranstaltungen kommen zu hundert Prozent syrischen Kindern und Jugendlichen zugute.

## Hintergrund

### Ausgangspunkt der Gründung
Der seit Frühjahr 2011 andauernde Krieg in Syrien hat nach Schätzungen des Sondergesandten der Vereinten Nationen für Syrien bis dato rund 500.000 Menschen das Leben gekostet. Die bewaffneten Auseinandersetzungen führten zu einem Zerfall Syriens. Über 8 Millionen Menschen sind auf der Flucht. Viele unter ihnen sind Kinder und Jugendliche.
„Die Jugend ist eine verlorene Generation“, erklärte Hans Schiler und begründete damit die Notwendigkeit und Dringlichkeit, eine unterstützende Initiative zu gründen. Schams e.V. sammelt Gelder mittels Spenden und Benefizveranstaltungen, um jungen Syrerinnen und Syrern einen guten Start in das Erwachsenenleben zu ermöglichen. „Wir wollen, dass es für die syrischen Kinder ein Leben nach dem Krieg gibt“, erläutert Rafik Schami.

## Aktivitäten
Der in Tübingen ansässige Verein arbeitet mit Einrichtungen und Organisationen zusammen, die langfristige und überkonfessionelle Projekte realisieren. Der Schwerpunkt der Initiative liegt auf Bildung  sowie auf der Förderung des kreativen Potenzials von syrischen Kindern. Die Kinder werden somit nicht nur vor Hunger und Not geschützt, sondern erhalten eine Perspektive für eine bessere Zukunft. 

### Von Schams e.V. geförderte Projekte
- Alphabet For Alternative Education im Libanon
- Jusur – Brücken e.V. in Işkenderun in der Türkei
- Jesuitenmission JRS im Libanon
- Zeltschule im Zeltlager Medyen in Bar Elias in der Bekaa-Ebene
- Jesuitenmission JRS in Syrien
- Johann-Ludwig-Schneller-Schule im Libanon
- Kindergarten Amalna I & II in Beirut

### Aktionen
- Suppen für Syrien (DuMont Buchverlag): 70 Lieblingsrezepte aus aller Welt (März 2017)
- Benefiz-Lesungen mit Root Leeb und Rafik Schami in Berlin: Indiebookday (März 2016)
- Die Familie Riethmüller und die Mitarbeiter von Osiander beschließen auf firmeninterne Weihnachtsgeschenke zu verzichten und spenden an Schams e.V. (Dezember 2015)
- UmweltBanker radeln für syrische Flüchtlinge: Banker on Bike (April–September 2015)
- Spendensammlung beim Literaturfestival: READ! BERLIN (April 2015)
- Benefizlesung von Rafik Schami beim Tübinger Bücherfest (2015)
- Kinder malen für Kinder: Düsseldorfer Schülerinnen und Schüler malen für syrische Kinder Postkarten (2014)
- Flohmarkt und Tombola im städtischen Altersheim Bürgerasyl-Pfrundhaus in Zürich (August 2013)

### Auszeichnungen
- Kirchheimbolandener Friedenstagepreis  (2015)